# Klang (Maleisië)
Klang is een stad en gemeente (majlis perbandaran; municipal council) in de Maleisische deelstaat Selangor. Het is de grootste havenstad van Maleisië. Klang telt 744.000 inwoners. Waarvan een groot deel Chinees-Maleisisch is. De Chinezen hier spreken meestal Minnanyu en hun jiaxiang (geboortegrond) ligt meestal in Fujian.
De stad is onderdeel van de agglomeratie Groot-Kuala Lumpur (Klang Valley).

## Geboren in Klang
- Guy Sebastian (1981), Australisch zanger